# 瓦莱-佩雷鲁
瓦莱-佩雷鲁是葡萄牙布拉干萨区的一个堂区。总面积9.42平方公里，总人口92人，人口密度9.8人/平方公里。